# Camaridium imbricatum
Camaridium imbricatum är en orkidéart som beskrevs av Rudolf Schlechter. Camaridium imbricatum ingår i släktet Camaridium och familjen orkidéer. Inga underarter finns listade i Catalogue of Life.